# أرينا كوندا
أرينا كوندا هو ملعب يقع في تشابيكو بالبرازيل. يتسع لـ 20,089 شخص. وهو موطن نادي الدرجة الأولى البرازيلي نادي شابيكوينسي. تم افتتاح أرينا كوندا في 1 فبراير 2009.